# 𐤇
La ḥet (𐤇‏‏‏‏‏) es la octava letra del alfabeto fenicio. Representaba el sonido fricativo, faringal y sordo transliterado como /ḥ/ o /ħ/. De esta letra derivan la ḥēth siríaca (ܚ), la jet hebrea (ח), las ḥāʾ (ح) y ḫāʾ (خ) árabes, la eta (Η) griega, la H latina y las И y Й cirílicas.

## Historia
Se cree que el glifo protocananeo representa un «muro». La forma de la letra está relacionada con el jeroglífico de «patio» (probablemente leído ḥasir), mientras que la denominación provendría de ḫayt, nombre reconstruido para el glifo derivado del jeroglífico de «hebra».

### Orígenes
La forma de la letra Ḥet se remonta en última instancia al jeroglífico egipcio que significa "patio" ( ḥwt):
| O6 |

Compárese el hebreo חָצֵר ḥatser de idéntico significado, que comienza con Ḥet. También se relaciona con el de 'hilo, mecha' representado con una madeja de lino retorcido: ( ḥ)
| V28 |

Compárese con el hebreo חוּט ḥut de idéntico significado, que también comienza con Ḥet.
Posiblemente era llamada ḥasir en el alfabeto proto-sinaítico.
Las letras correspondientes surarábigas son  ḥ y  ḫ, correspondiente a las letras etíopes Ḥawṭ ሐ y Ḫarm ኀ.
Esta letra generalmente se transcribe como ḥ, h con un punto debajo. En algunos sistemas de romanización, también se utiliza ⟨ch⟩. Este último método tiene la ventaja de ser fácil de escribir en una computadora.

### Evolución
| Fenicio | Púnico | Arameo   | Arameo  | Arameo | Arameo    |
| Fenicio | Púnico | Imperial | Nabateo | Hatreo | Palmireno |
| ------- | ------ | -------- | ------- | ------ | --------- |
|         |        |          |         |        |           |

## Uso
Los fonemas del protosemítico septentrional χ y ħ se fusionaron en fenicio en ħ, sonido que comúnmente se otorga a esta letra.
La het originalmente representaba una fricativa sorda, ya sea faríngea /ħ/ , o velar /x/. En el árabe, se crearon dos letras correspondientes para ambos sonidos fonémicos: sin modificar ḥāʾ ح representa /ħ/ , mientras que ḫāʾ خ representa /x/.

## Descendientes

### Alfabeto árabe
La letra se llama حَاءْ ḥāʾ y es la sexta letra del alfabeto. Su forma varía según su posición en la palabra:
| Posición | Aislada | Final | Media | Inicial |
| -------- | ------- | ----- | ----- | ------- |
| Forma:   | ح       | ـح    | ـحـ   | حـ      |

Con la misma forma pero un punto superior, se deriva la letra خ Ja.

### Alfabeto hebreo
En hebreo israelí moderno (y asquenazí, aunque no en la pronunciación estricta), la letra Ḥet (חֵית) tiene el valor sonoro de una fricativa uvular sorda ( /χ/), como los fonemas antiguos de las letras Ḥet ח (/ħ/) y Kaf כ (/x/) se fusionaron, se convirtieron ambas en un sonido de consonante fricativa uvular sorda ( /χ/). En fonologías asquenazíes más raras, se pronuncia como una fricativa faríngea sorda (/ħ/). La pronunciación original /ħ/) sigue siendo común entre  árabes israelíes y  judíos mizrahi (particularmente entre la generación anterior y cantantes populares mizrahi, especialmente  yemenitas), de acuerdo con las tradiciones judías orientales (ver, por ejemplo, hebreo mizrahi y hebreo yemenita).

## Codificaciones de caracteres
| Carácter      | 𐎈                    | 𐎈                    | 𐡇                            | 𐡇                            | 𐤇                     | 𐤇                     |
| ------------- | -------------------- | -------------------- | ---------------------------- | ---------------------------- | --------------------- | --------------------- |
| Unicode       | UGARITIC LETTER HOTA | UGARITIC LETTER HOTA | IMPERIAL ARAMAIC LETTER HETH | IMPERIAL ARAMAIC LETTER HETH | PHOENICIAN LETTER HET | PHOENICIAN LETTER HET |
| Codificación  | decimal              | hex                  | decimal                      | hex                          | decimal               | hex                   |
| Unicode       | 66440                | U+10388              | 67655                        | U+10847                      | 67847                 | U+10907               |
| UTF-8         | 240 144 142 136      | F0 90 8E 88          | 240 144 161 135              | F0 90 A1 87                  | 240 144 164 135       | F0 90 A4 87           |
| Ref. numérica | &#66440;             | &#x10388;            | &#67655;                     | &#x10847;                    | &#67847;              | &#x10907;             |